# Artaxa ormea
Artaxa ormea är en fjärilsart som beskrevs av Swinhoe 1903. Artaxa ormea ingår i släktet Artaxa och familjen tofsspinnare. Inga underarter finns listade i Catalogue of Life.